# Siete almas
Seven Pounds (Siete Almas en España e Hispanoamérica) es una película dramática estadounidense de 2008, dirigida por Gabriele Muccino. Está protagonizada por Will Smith. También actúan Rosario Dawson, Woody Harrelson y Barry Pepper. La película fue estrenada en los cines en los Estados Unidos y Canadá el 19 de diciembre de 2008, por Columbia Pictures.

## Argumento
Tim Thomas (Will Smith), un hombre que guarda un fatídico secreto y que se embarca en un viaje extraordinario de redención en el que cambiará para siempre las vidas de siete desconocidos, los investiga y los entrevista con la aparente intención de ayudarlos. Todo comienza dos años antes cuando Tim, ocupado con un mensaje de texto mientras conduce, causa un accidente automovilístico en el que mueren siete personas: seis desconocidos y su novia, Sarah Jenson (Robinne Lee).
En un intento de redención, Tim se propone salvar la vida de siete personas buenas. Un año después del accidente, habiendo dejado su trabajo como ingeniero aeronáutico, Tim dona un lóbulo pulmonar a su hermano, Ben (Michael Ealy), un empleado del IRS. Seis meses más tarde, dona parte de su hígado a una trabajadora de servicios sociales llamada Holly (Judyann Elder). Después de eso, él comienza a buscar más candidatos para recibir donaciones. Tim encuentra a George (Bill Smitrovich), un entrenador de hockey a quien le dona un riñón, y dona un trasplante de médula ósea renal a un joven llamado Nicolás (Quintín Kelley).
Contacta a Holly y le pregunta si ella conoce a alguien que merezca ayuda. Ella sugiere a Connie Tepos (Elpidia Carrillo), que vive con un novio maltratador. Tim se muda de su casa a un motel local, llevando consigo a su medusa mascota. Una noche, después de ser golpeada, Connie contacta a Tim y él le da las llaves y escritura de su casa en la playa. Ella toma a sus dos hijos y se van a vivir a su nuevo hogar.
Después de haber robado las credenciales de su hermano, y darse a conocer por el nombre de su hermano Ben, Tim hace averiguaciones de candidatos para sus dos donaciones finales. El primero es Ezra Turner (Woody Harrelson), un vendedor de carne ciego que toca piano. Tim llama a Ezra Turner y le acosa en el trabajo para comprobar qué tan tolerante es, Ezra mantiene la calma y Tim decide que es digno.
A continuación contacta a Emily Posa (Rosario Dawson), tipógrafa que trabaja de manera independiente, quien tiene una enfermedad del corazón y un tipo de sangre poco común. Pasa tiempo con ella, podando su jardín y arreglando su rara máquina impresora Heidelberg. Él comienza a enamorarse de ella y decide que, como su enfermedad ha empeorado, es hora de donarle su corazón.
El hermano de Tim, Ben, le sigue la pista y descubre que está viviendo en la casa de Emily, y le exige que le regrese su credencial del IRS. 
Después de una escena romántica con Emily, Tim la deja durmiendo y vuelve al motel. Llena la bañera con agua con hielo para preservar sus órganos vitales, entra en ella y se suicida colocando en el agua con él a su medusa mortal (avispa de mar). Su amigo Dan (Barry Pepper) actúa como albacea para garantizar que sus órganos sean donados a Emily y Ezra.
Ezra Turner recibe sus córneas y Emily recibe su corazón. Después, Emily se reúne con Ezra en un concierto en el parque, rápidamente sabe quién era, y como ambos comparten algunas de las partes del cuerpo de Tim, se abrazan y termina la película.

## Reparto
- Will Smith[1] como Ben/Tim Thomas.
- Rosario Dawson como Emily Posa.
- Woody Harrelson como Ezra Turner (ciego).
- Michael Ealy como Ben Thomas.
- Barry Pepper como Dan Morris.
- Octavia Spencer como Kate.
- Elpidia Carrillo como Connie Tepos.
- Judyann Elder como Holly.
- Bill Smitrovich como George.
- Quintín Kelley como Nicolás.
- Robinne Lee como Sarah Jenson.

## Producción
Seven Pounds está basada en un guion escrito por Grant Nieporte para Columbia Pictures. En junio de 2006, el actor Will Smith se unió al estudio de estrellas en el cine y la prevista para servir como uno de sus productores. En septiembre de 2007, el director Gabriele Muccino, quien trabajó con Smith en En busca de la felicidad (2006), se une al equipo para dirigir Seven Pounds. Smith se unió con Rosario Dawson y Woody Harrelson el siguiente mes de diciembre para estelarizar Seven Pounds. El rodaje se inició en febrero de 2008. El tráiler se puede ver en YouTube.

## Título
Antes del estreno de la película, el título Seven Pounds se consideraba un "misterio" que el estudio se negó a explicar. Los primeros avances de Seven Pounds mantuvieron los detalles de la película en un misterio. El director Gabriele Muccino explicó la intención: "La [audiencia] no sabrá exactamente lo que este hombre está haciendo". Will Smith se informa que han confirmado que el título se refiere a Shakespeare 'es el comerciante de Venecia , en el que el deudor debe pagar una libra de carne.  En este caso, equivale a siete obsequios a siete personas consideradas dignas por el personaje de Smith, para expiar las siete muertes que causó.